# Seznam belgijskih letalskih asov druge svetovne vojne
Seznam belgijskih letalskih asov druge svetovne vojne je urejen po številu letalskih zmag.
- Rodolphe de Hemicourt de Grunne -      13
- Yvan Monceau de Bergendael -          8
- Jean H. M. Offenberg -                7
- Victor M. M. Ortmans -                7
- Charles F. J. Detal -                 6.5
- Raymond Lallemant -                   6.5
- Remy van Lierde -                     6 (+40 raket V-1)
- Jacques A. L. Philipart -             5.5
- Daniel Leroy du Vivier -              5